# Квазіпраліси Устеріцького лісництва
Квазіпраліси Устеріцького лісництва — пралісова пам'ятка природи місцевого значення. Об'єкт розташований на території Верховинського району Івано-Франківської області, ДП «Гринявське лісове господарство», Устеріцьке лісництво, квартал 13, виділи 15, 24.
Площа — 28,3 га, статус отриманий у 2020 році.